# Pseudostereo
Pseudostereo è il secondo album in studio degli Otto Ohm, pubblicato nel 2003.

## Tracce
1. Fumodenso
2. Senza di noi
3. Indiano metropolitano
4. Dee-lay
5. Perdere te
6. In questo ricordo mi perdo
7. Oro nero
8. Argilla pt.2
9. L'unica via
10. Valeria '80
11. Soldatino
12. Christina non lo sa